# Wennsee
Der Wennsee ist ein See in der Gemeinde Scharbeutz im Kreis Ostholstein in Schleswig-Holstein.
Der See mit einer Größe von etwa 7,5 ha liegt in Scharbeutz – etwa einen Kilometer von der Ostsee entfernt – eingerahmt von Endmoränenzügen. Der See hat eine länglich-ovale Form, die in etwa in Nord-Süd-Richtung verläuft – und hat eine Länge von ca. 600 m und eine Breite von ca. 200 m. Er dient als Angel- und Badesee.

## Geschichte
Die Namensgebung des Sees leitet sich offenbar von dem slawischen Stamm der Wenden her („Wendensee“). Das alte Dorf Scharbeutz, urkundlich erwähnt bereits 1271 (Scarbuce), 1272 (Schorebuce) und 1308 (Scarboce), lag vermutlich auf einem Hügel an diesem See.